# Cuba (Kansas)
Pour les articles homonymes, voir Cuba (homonymie).
Cuba est une municipalité américaine située dans le comté de Republic au Kansas. Lors du recensement de 2010, sa population est de 156 habitants.

## Géographie
Cuba se trouve dans le nord du Kansas, à l'est de Belleville (le siège du comté). Elle est desservie par la U.S. Route 36, qui passe juste au nord du bourg.
La municipalité s'étend sur 0,31 mille carré (0,8 km2).

## Histoire
Le bureau de poste de Cuba ouvre en 1868. La ville en elle-même est fondée en 1873 par des colons originaires de Bohême et de Suède. Au XXIe siècle, Cuba compte encore de nombreux Tchèco-Américains. Son cimetière s'appelle d'ailleurs le National Bohemian Cemetery (« cimetière bohémien national »). Cuba doit son nom à un homme nommé Kuba ou, selon d'autres versions, à l'île de Cuba,.
En 1884, la localité est déplacée vers le nord pour se rapprocher du chemin de fer,. Située à l'intersection du Chicago, Rock Island and Pacific Railroad et du Chicago, Burlington and Quincy Railroad, Cuba devient un important centre d'export dans cette région agricole. La boutique du forgeron de Cuba, construite en calcaire en 1884, est inscrite au Registre national des lieux historiques.

## Démographie
Selon l'American Community Survey de 2018, la population de Cuba est blanche à plus de 96 % ; le reste de ses habitants étant Amérindiens.
Le revenu médian par foyer à Cuba est de 56 111 dollars, légèrement inférieur à celui du Kansas (57 422 dollars) et des États-Unis (60 293 dollars). Son taux de pauvreté est toutefois plus faible (9,9 % contre 12 % et 11,8 %),.